# Mercedes-Benz Classe S (Type 222)
La Mercedes-Benz Type 222 est la dixième génération de la Classe S de la marque Mercedes-Benz, qui se situe dans la catégorie des luxueuses. La première mondiale a eu lieu le 15 mai 2013 à Hambourg. La production a commencé le 12 juin, tandis que la date de sortie était fixée au 20 juillet.
La Type 222 berline succède à la Type 221. Le coupé (C 217) a remplacé la CL à la fin de l'été 2014 et est commercialisé sous le nom de Classe S coupé. En février 2015, une nouvelle variante à empattement extra-long (X 222) est apparue avec les Mercedes S 400 (Chine, Russie), S 500 et S 600 Maybach. Début 2016, la Mercedes S 600 Maybach Pullman (VV 222) est présentée, il s'agit d'une limousine Pullman qui est à nouveau rallongée à 6,50 m.
Le prix de départ de la Type 222 était d'environ 80 000 euros lors de son lancement.
Le constructeur a présenté la successeur, la Type 223, le 2 septembre 2020.

## Historique du modèle

### Général
La Type 222 est basée sur le modèle précédent, la Type 221, a le même plancher et un code d'homologation similaire (principe des pièces identiques). D'un point de vue formel, le nouveau modèle est une variante de la Type 221. L'adoption du code d'homologation revêt également une importance juridique, car le réfrigérant R134a peut toujours être utilisé, ce qui n'est pas autorisé pour les voitures qui ont reçu leur code d'homologation après 2011. De cette façon, le réfrigérant R1234yf, controversé d'un point de vue sécurité mais moins nocif pour le climat, pouvait être évité. Au moment de son lancement sur le marché, le R1234yf était la seule alternative techniquement possible pour les nouvelles homologations. Les empattements sont identiques à ceux du modèle précédent en raison de l'adoption du même plancher.
Les développeurs soulignent que contrairement aux générations précédentes, la version longue (V 222) a été le modèle de départ pour le développement de ce modèle, dont la version standard (W 222) en a été dérivée. Cependant, cela peut être démenti par diverses déclarations, par exemple celle de Bruno Sacco sur la Type 140, pour laquelle seule une version à empattement long était prévue au départ et qu'une version à empattement court n'a été créée que vers la fin du développement. En tout cas, la raison de la décision de remettre l'accent sur la version longue est l'importante décroissance des chiffres de vente des berlines de luxe en Europe. Dans le même temps, les marchés américain et chinois, qui sont devenus les principaux marchés de vente de la Classe S au début de la deuxième décennie des années 2000, se développent. Sur ces marchés, ce sont principalement les versions à empattement long qui sont vendues en tant que berlines avec chauffeur.
Après la fin de la production des limousines Maybach, qui étaient auparavant situées au-dessus de la Classe S, il existe une variante extra-longue, qui est gérée sous la sous-marque Mercedes-Maybach, en plus des empattements précédents (W 222 pour l'empattement normal, V 222 pour l'empattement long). En interne, ce modèle est appelé X 222.
En 2019, 130 exemplaires de la version Mercedes AMG à moteurs 12 cylindres ont été vendus en tant que Final Edition.

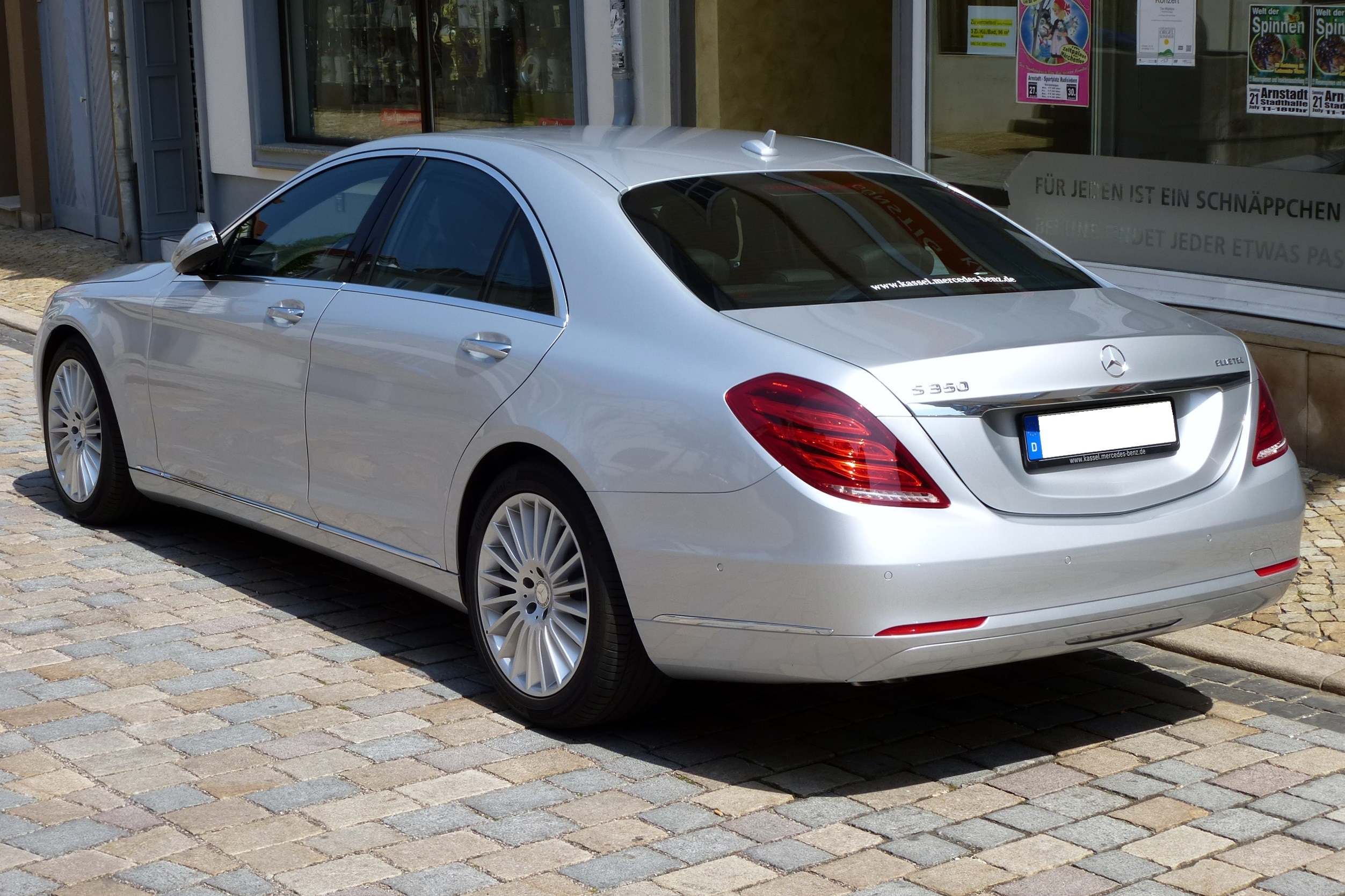
Vue arrière
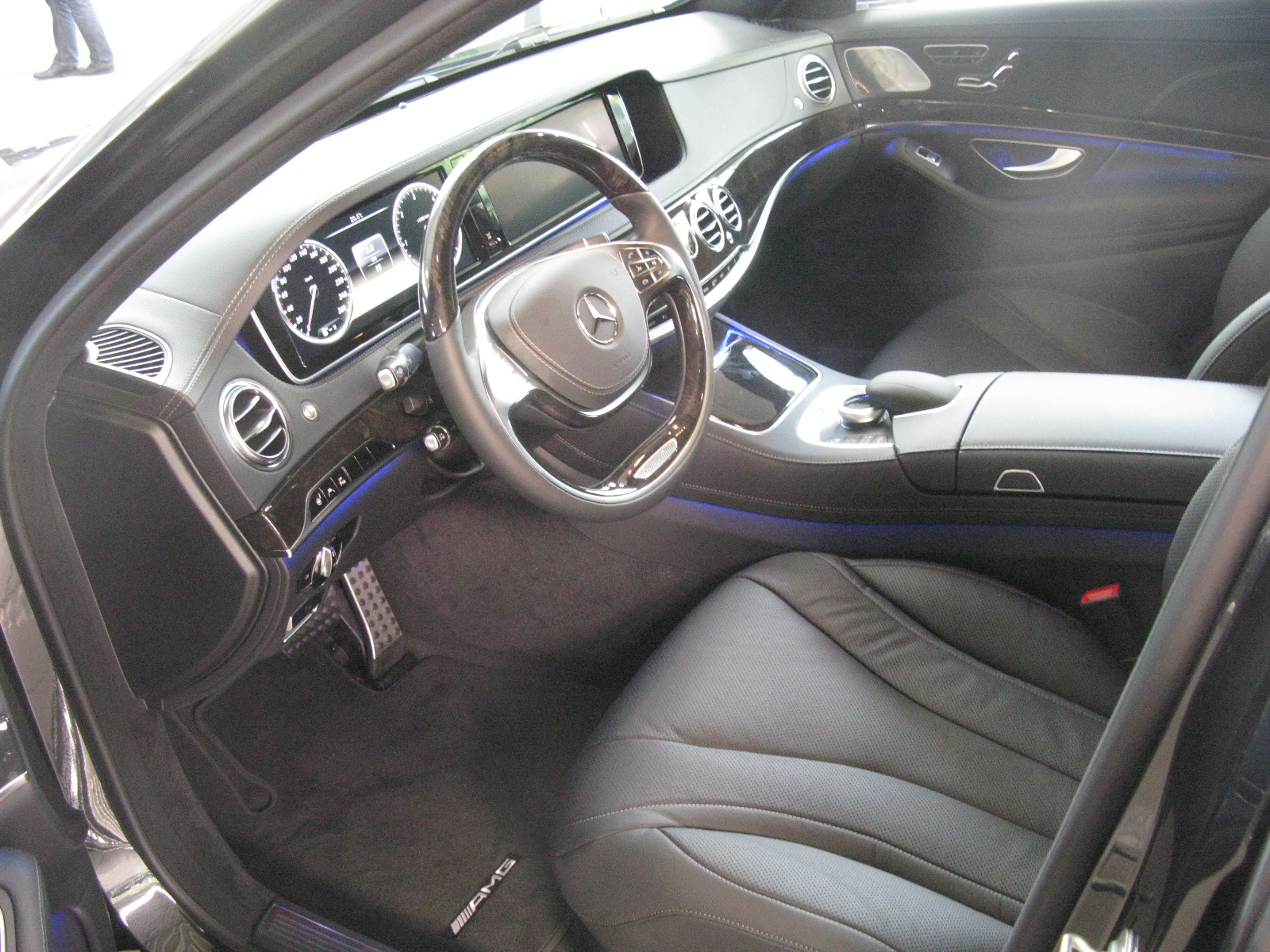
Intérieur
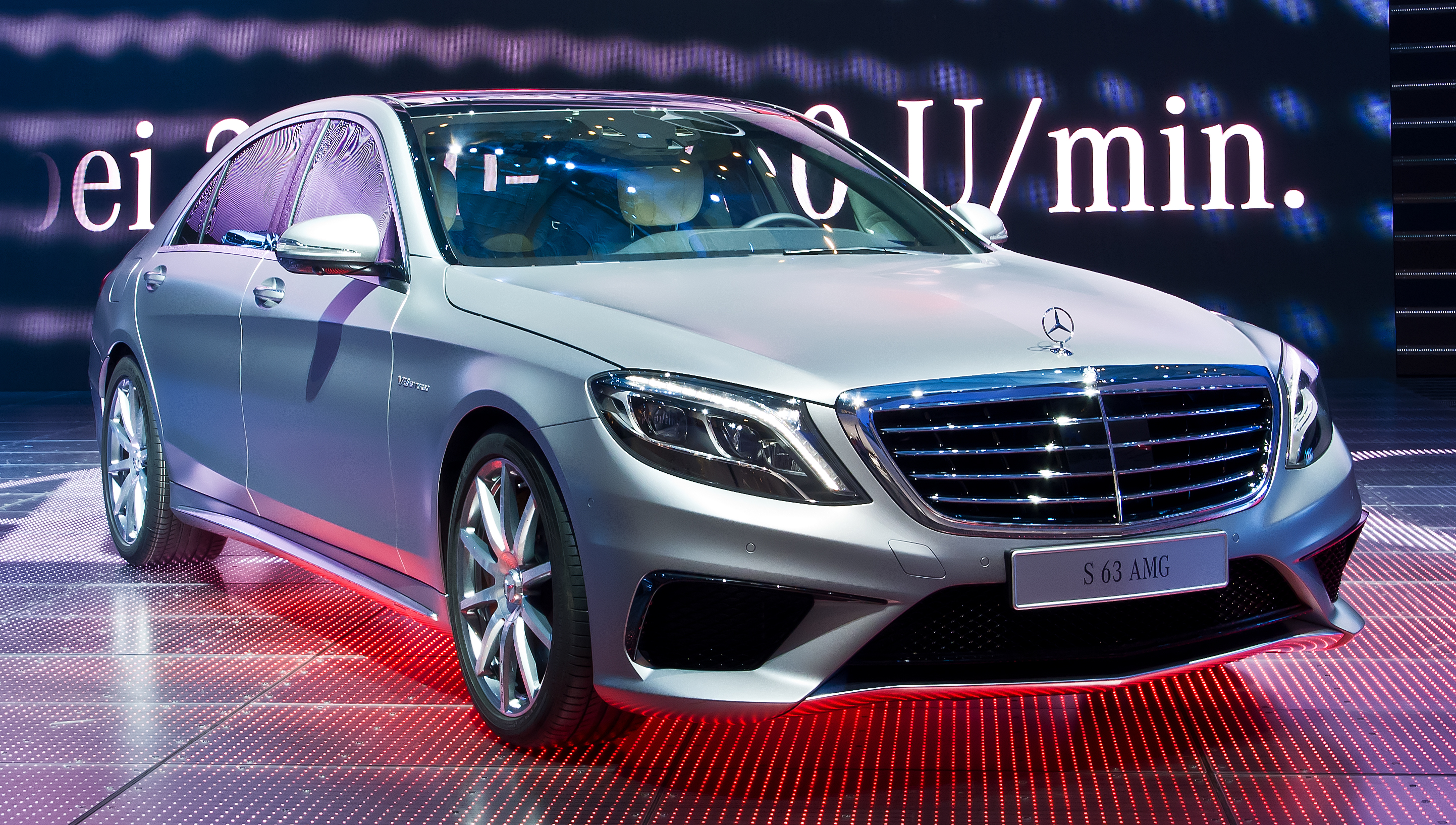
Mercedes-Benz S 63 AMG (2013–2017)
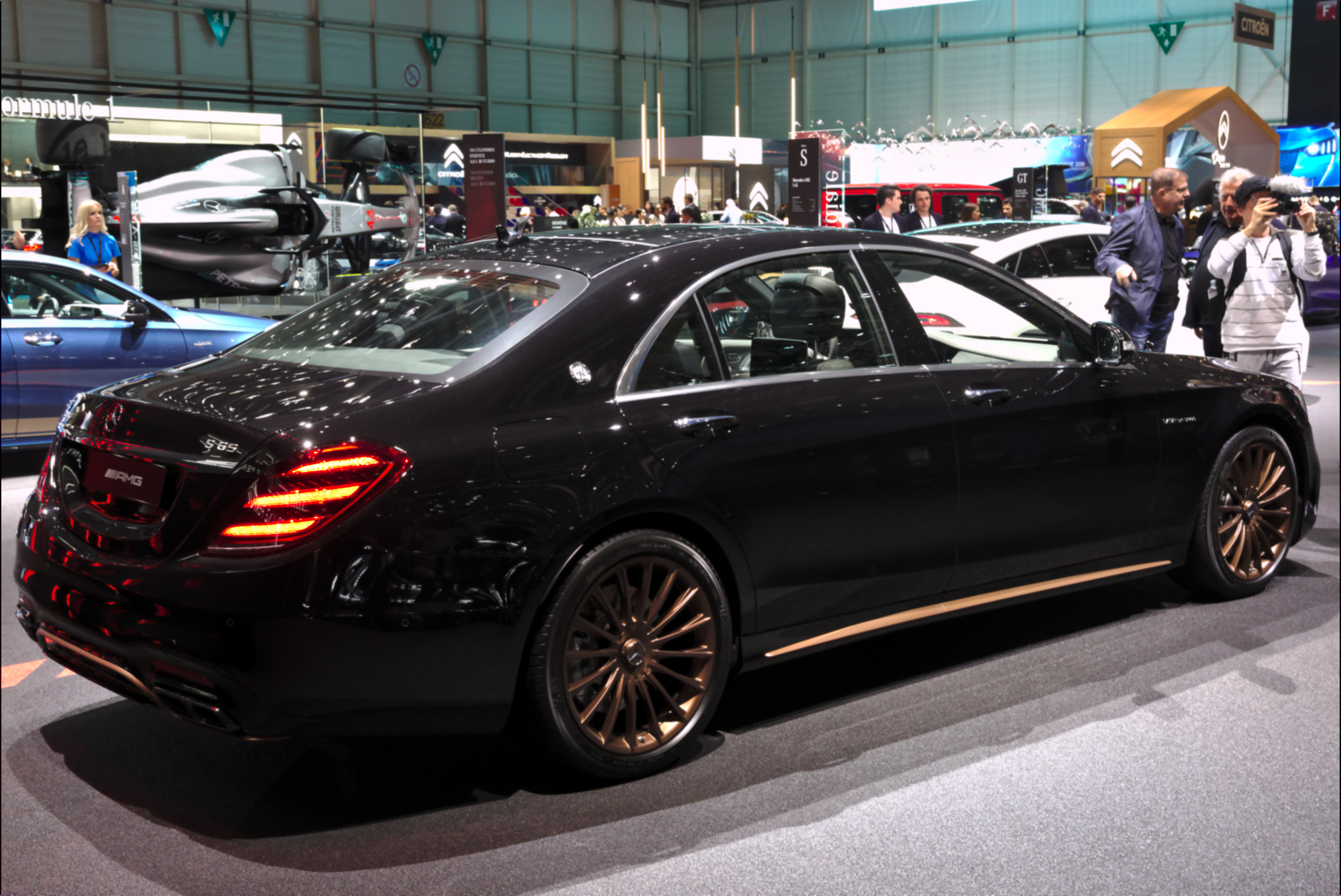
Mercedes S 65 AMG Final Edition (2019)
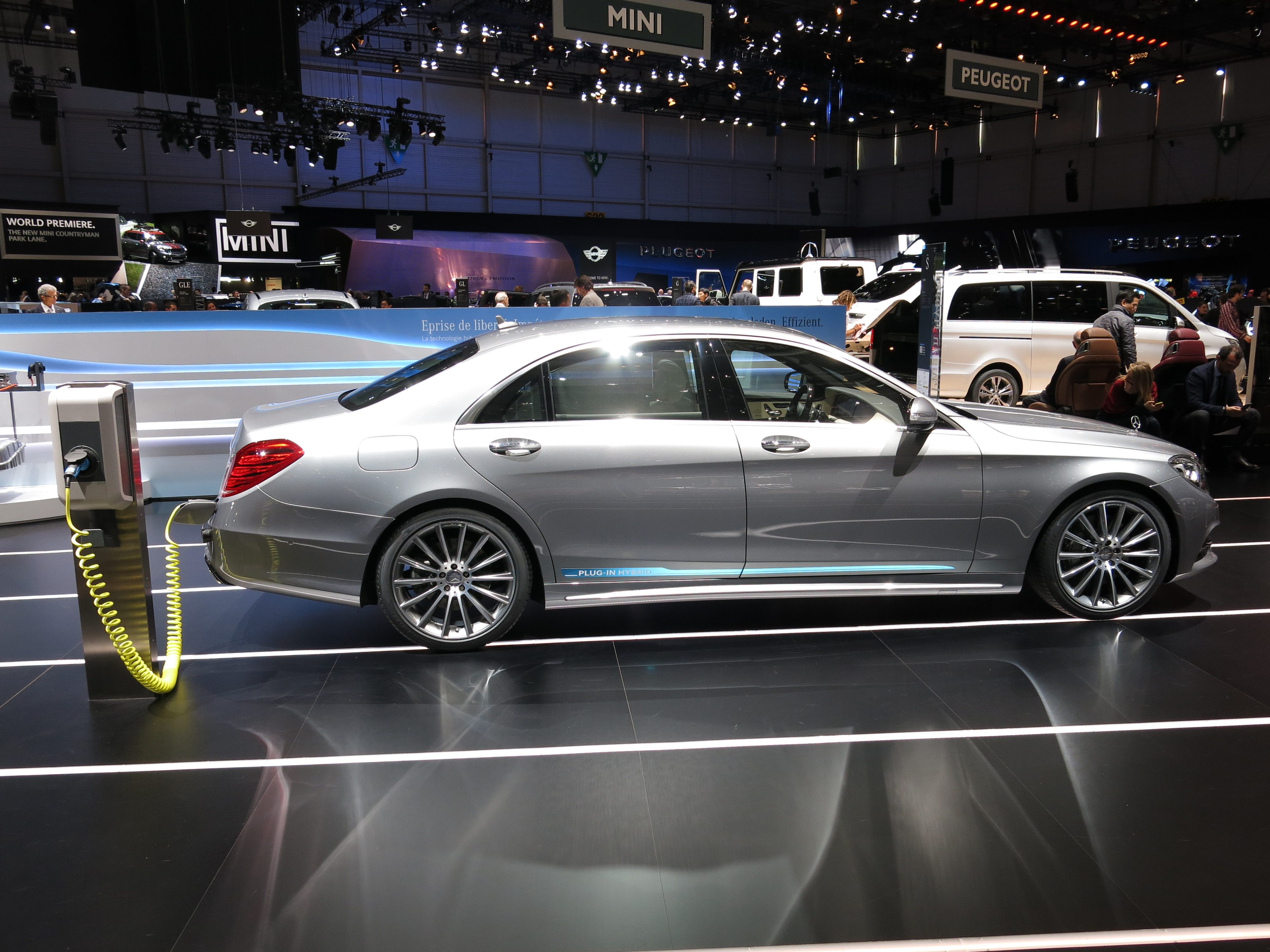
Mercedes-Benz S 500 PLUG-IN HYBRID (2014–2017)
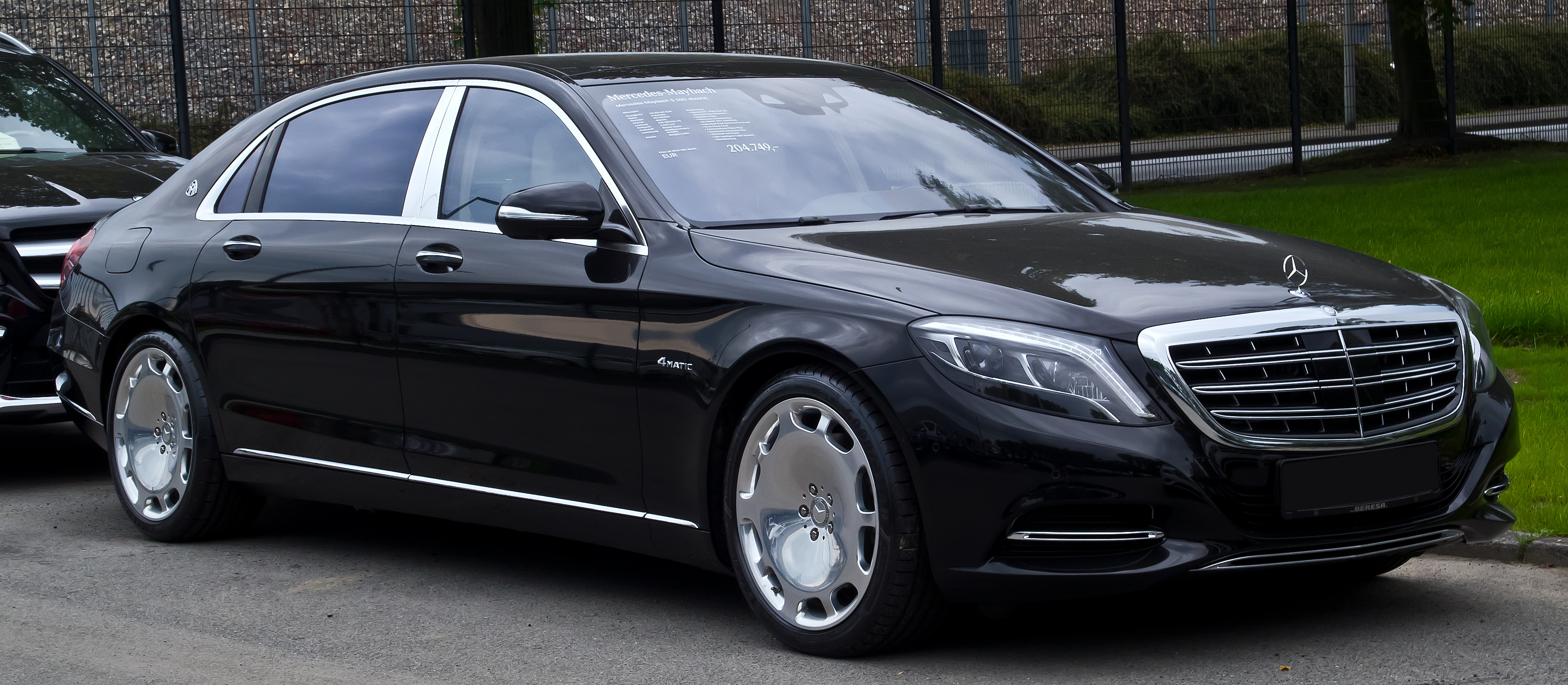
Mercedes S 500 Maybach 4MATIC (2015–2017)
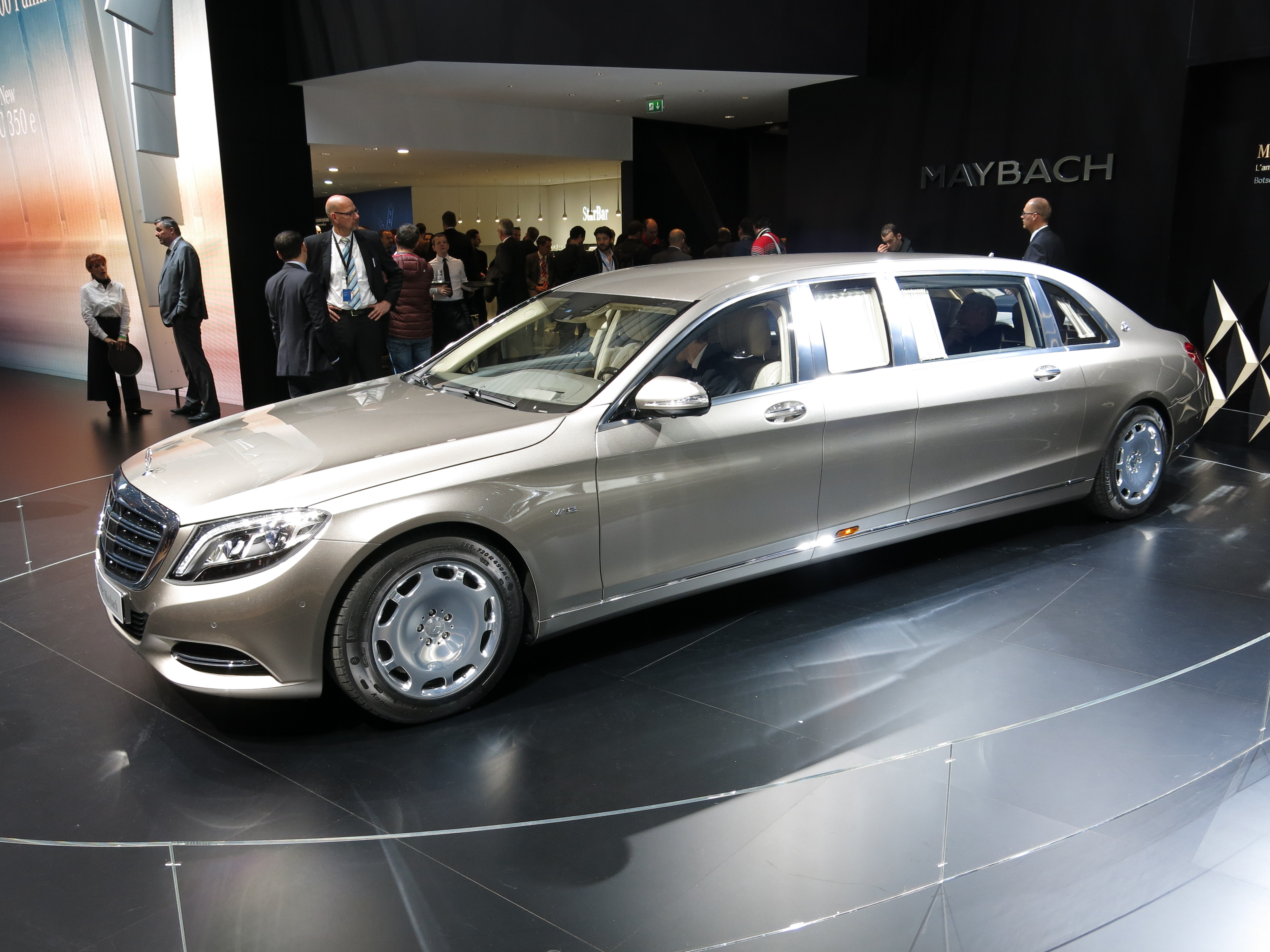
Mercedes S 600 Maybach Pullman (2016–2018)
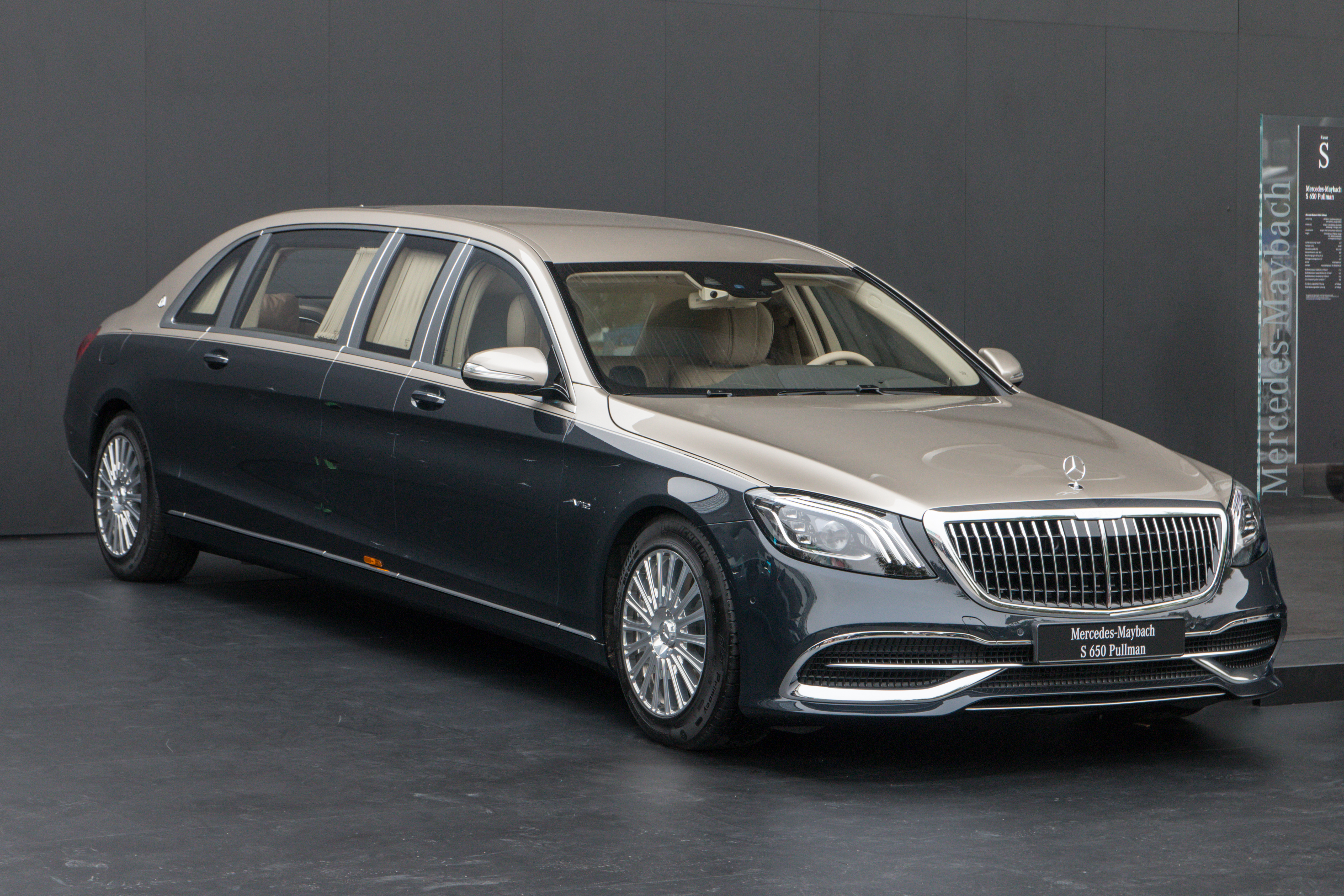
Mercedes S 650 Maybach Pullman (2019)

### Développement
Dans la dixième génération de la Classe S, le bruit, les oscillations, les vibrations et l'éblouissement ont été considérablement réduits. La gestion des odeurs et une climatisation optimale étaient également au premier plan du développement. Le système de parfumage de Maybach est disponible dans la Type 222. Les contrôles dans le véhicule ont été développés sur la base d'aspects anthropométriques. Le confort sonore a été amélioré par une conception aérodynamique de la carrosserie, le coefficient de traînée est donné à 0,24. La qualité des matériaux et de la fabrication correspond désormais à celle des modèles de Bentley et Rolls-Royce.

#### Systèmes d'assistance
La Type 222 contient un grand nombre de nouveaux système d'aide à la conduite basés sur des radars en réseau longue portée, courte portée et multi-portée, des caméras stéréo et des capteurs vidéo infrarouge et à ultrasons, qui surveillent non seulement toute la zone avant, mais aussi tout l'arrière et toutes les zones latérales du véhicule. Un système d'avertissement de conduite à contresens, développé en collaboration avec Continental AG, est disponible en option. Avec ce système, une caméra installée dans la partie supérieure du pare-brise reconnaît les signes correspondants afin de déclencher des signaux d'avertissement en deux temps si nécessaire. Tout d'abord, il y a des avertissements visuels et acoustiques. Si le trajet se poursuit, les ceintures de sécurité sont brièvement serrées plusieurs fois, le volant se met à vibrer et le véhicule commence à freiner brièvement et automatiquement. Le système d'alerte de franchissement involontaire de ligne a été perfectionné et fonctionne désormais activement afin que le trafic venant en sens inverse et les véhicules dans la voie adjacente soient reconnus et le système empêche le véhicule de quitter la voie en appliquant les freins d'un côté. La troisième génération du système de sécurité Pre-Safe a également été perfectionnée et reconnaît les piétons. Pour éviter un accident, le système anti-collision dit Pre-Safe freine de manière entièrement automatique jusqu'à une vitesse de 50 km/h. Le système a également été amélioré avec Pre-Safe Plus, qui détecte une collision imminente par l'arrière, de sorte qu'une collision ultérieure avec le véhicule qui précède peut être évitée puisque le véhicule à l'arrêt est freiné en cas de collision. Le radar de régulation de distance Distronic Plus a également été perfectionné pour inclure un assistant de direction, afin que le véhicule puisse automatiquement suivre les embouteillages et rester dans sa voie et la corriger si nécessaire.
Une autre première mondiale dans l'ingénierie automobile est la boucle de ceinture active sur les sièges arrière, qui remonte de sept centimètres lorsque les portes arrière sont ouvertes. Si un danger est détecté, les boucles des ceintures de sécurité sont également abaissées de quatre centimètres et les ceintures de sécurité sont ainsi resserrées afin de mieux sécuriser les passagers.
Un soi-disant airbag de ceinture pour les sièges arrière devrait encore réduire le risque de blessure. Il s'agit d'une sangle qui peut être gonflée jusqu'à trois fois sa largeur.
La Classe S est le premier véhicule au monde à ne plus avoir de lampes à incandescence. Elles ont été remplacées par plus de 190 LED. En utilisant des LED au lieu des anciennes ampoules, la consommation d'énergie a été réduite d'un quart. Les nouveaux feux de croisement à LED nécessitent 34 watts (120 watts pour les phares à halogènes et 84 watts pour les phares au xénon).

#### Châssis
La suspension pneumatique AirMatic, disponible pour tous les modèles, fait partie de l'équipement de base. À partir de la S 500 et seulement pour les modèles à propulsion arrière, la suspension active Magic Body Control est disponible moyennant un coût supplémentaire.
Le Magic Body Control utilise des caméras stéréo (Road Surface Scan) pour détecter à l'avance les bosses de la route et ajuster les amortisseurs. Il est basé sur le châssis Active Body Control de la gamme précédente. La précision de mesure de la caméra stéréo se situe entre un et deux millimètres et couvre de cinq à 15 mètres la zone devant le véhicule. De cette façon, les mouvements de la carrosserie sont compensés. Le système fonctionne pendant la journée lorsque la visibilité est bonne et que la surface de la route est sèche (donc pas lorsqu'elle est mouillée) et à des vitesses allant jusqu'à 130 km/h.

#### Intérieur

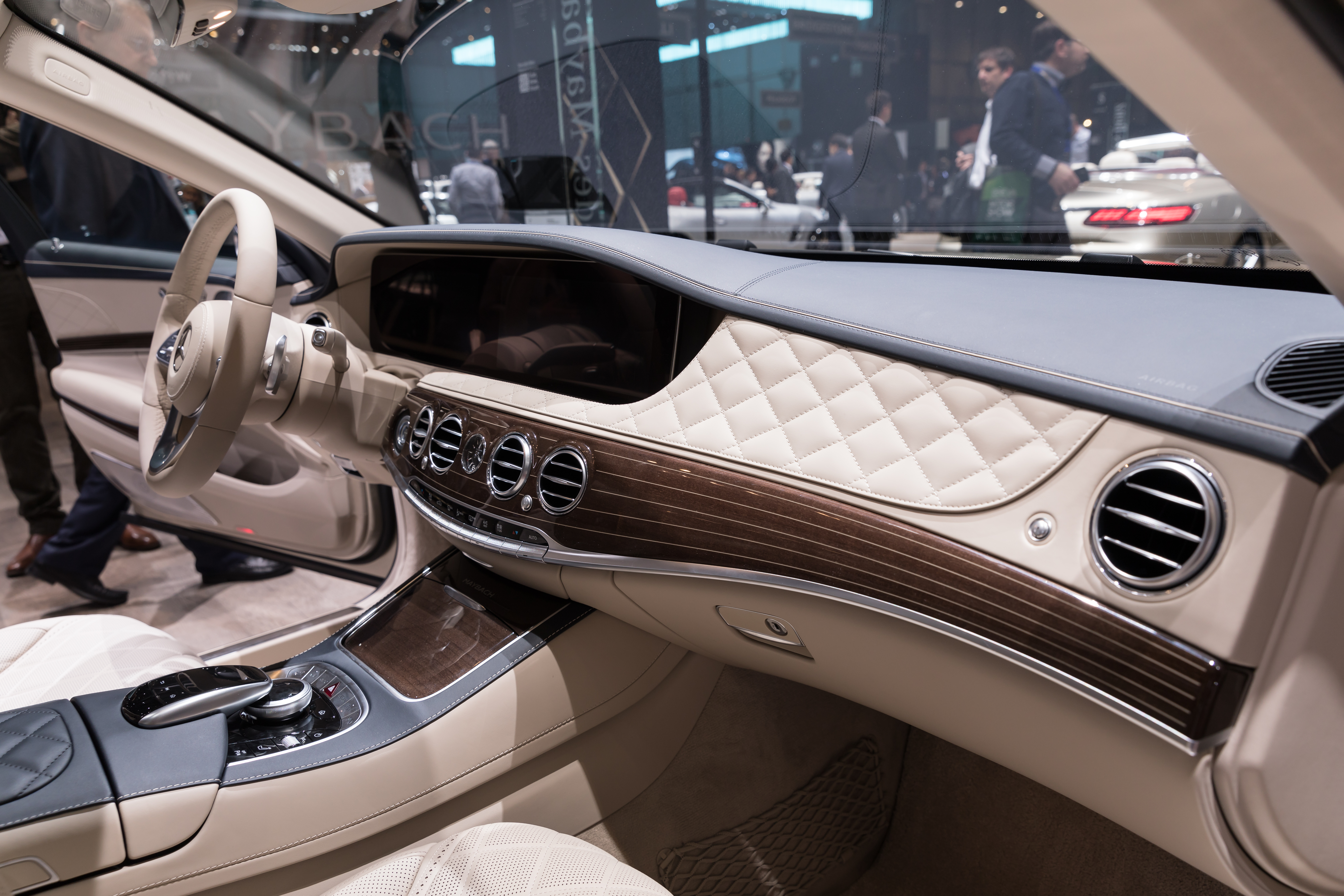
Cockpit de la Type 222 rénovée (ici en tant que Mercedes S 650 Maybach)

A l'intérieur, la Type 222 propose deux écran à cristaux liquides, chacun d'une diagonale de 12,3 pouces. Alors que l'écran de gauche affiche un compteur de vitesse numérique, les informations du système de commande (avec Intel Atom) sont affichées sur l'écran de droite. Les sièges ont été redessinés. 14 coussins d'air par siège sont disponibles en option pour six programmes de massage différents ou pour chauffer des zones spécifiques. Autre nouveauté, le système audio de Burmester Audiosysteme, qui n'était auparavant disponible que sur les véhicules haut de gamme de Porsche et Bugatti. Daimler affirme avoir obtenu un son multicanal à l'aide de 24 haut-parleurs, dont trois dans le toit du véhicule. Les caissons correspondants sont directement montés sous la tôle afin que les cavités puissent être utilisées comme caisse de résonance.

### Lifting
En avril 2017, une version relookée de la Classe S a été présentée au Salon de l'automobile de Shanghai. L'innovation la plus importante est une nouvelle gamme de moteurs, les moteurs six cylindres en ligne étant désormais disponibles en tant que moteurs d'entrée de gamme pour les véhicules diesel et essence. Une variante hybride rechargeable avec une autonomie électrique de 50 km a également été présentée. Les changements généraux comprennent des améliorations des systèmes d'aide à la conduite, de nouveaux phares et feux arrière et un design intérieur modifié. Avec la nouvelle commande ENERGIZING, différents systèmes de confort dans le véhicule, tels que les sièges de massage, la parfumerie ou la climatisation, sont mis en réseau.

## Nombre d'unités
Fin juin 2014, la 100000e berline a été livrée près d'un an après le début de la production à la mi-juin 2013. Au premier semestre 2014, 49 262 unités de la Type 222 ont été livrées dans le monde, dont 11 231 aux États-Unis, 4 489 en Allemagne et 3 260 au Japon. 103 737 berlines ont été livrées dans le monde en 2014, 84 300 en 2016, 70 000 en 2017 et 77 927 en 2018. Il s'agit des meilleurs chiffres depuis la création de la Classe S en 1972.
Fin novembre 2019, la 500 000e unité de la Type 222 est sortie de la chaîne de montage de Sindelfingen. Selon Daimler, la Chine est le plus grand marché avec actuellement plus d'un tiers des véhicules livrés.